# Roederiodes longistris
Roederiodes longistris är en tvåvingeart som först beskrevs av Frey 1940.  Roederiodes longistris ingår i släktet Roederiodes och familjen dansflugor.
Artens utbredningsområde är Madeira. Inga underarter finns listade i Catalogue of Life.